# Авдотка
Авдо́тка (лат. Burhinus oedicnemus) — птица из семейства авдотковых. Занесена в Красную книгу России. 

## Внешний вид
Птица достигает в длину 45 см, размах крыльев — 80 см, длина крыла — 25 см, хвоста — 13 см. Оперение верхней части тела ржаво-серое с чёрно-бурыми полосами; нижняя сторона тела желтовато-белая; маховые и рулевые перья — чёрные. Благодаря окрасу может хорошо маскироваться. У авдотки сильные  и мускулистые ноги, на каждой из них по три коротких пальца, которые соединены между собой тонкими перепонками. Характерной внешней особенностью являются её глаза — большие, окружённые чёрным контуром и ярко-жёлтые внутри.

## Места обитания
Родина этих птиц — Южная Европа, Северная Африка и Центральная Азия. Живёт, как правило, в степях и пустынях, птица не стайная, предпочитает одиночество. Активна ночью, хорошо бегает и летает. На территории России это единственный представитель семейства, встречается в Нижнем Поволжье, Предкавказье, на юге Оренбургской области. Населяет пустынную, степную и лесостепную зоны.

## Питание
Это плотоядная птица, основу её рациона составляют — насекомые, улитки, лягушки, ящерицы, мыши, и, возможно, яйца других пернатых.

## Размножение
Гнездование начинается в апреле, гнездо строится в земле, куда самка откладывает 2 — 3 яйца, которые по размеру можно сравнить с куриными. Самка насиживают яйца примерно в течение 27 дней, активно защищают своё гнездо и птенцов, пикируют на врага со скрипучими криками.

## Численность
Численность мировой популяции не известна. Популяция в Европе оценивается в 46 000—78 000 особей.Факторы уменьшения численности: уничтожение гнезд при выпасе скота и обработки полей, рост количества одичавших собак и врановых птиц.

## Галерея

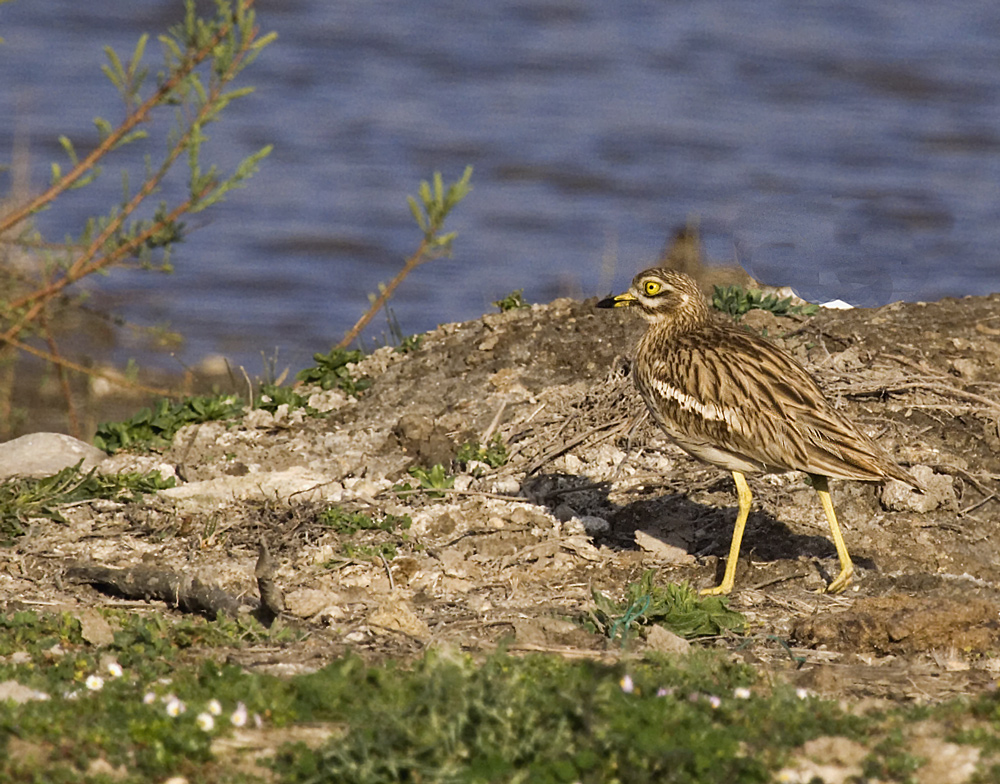
У воды
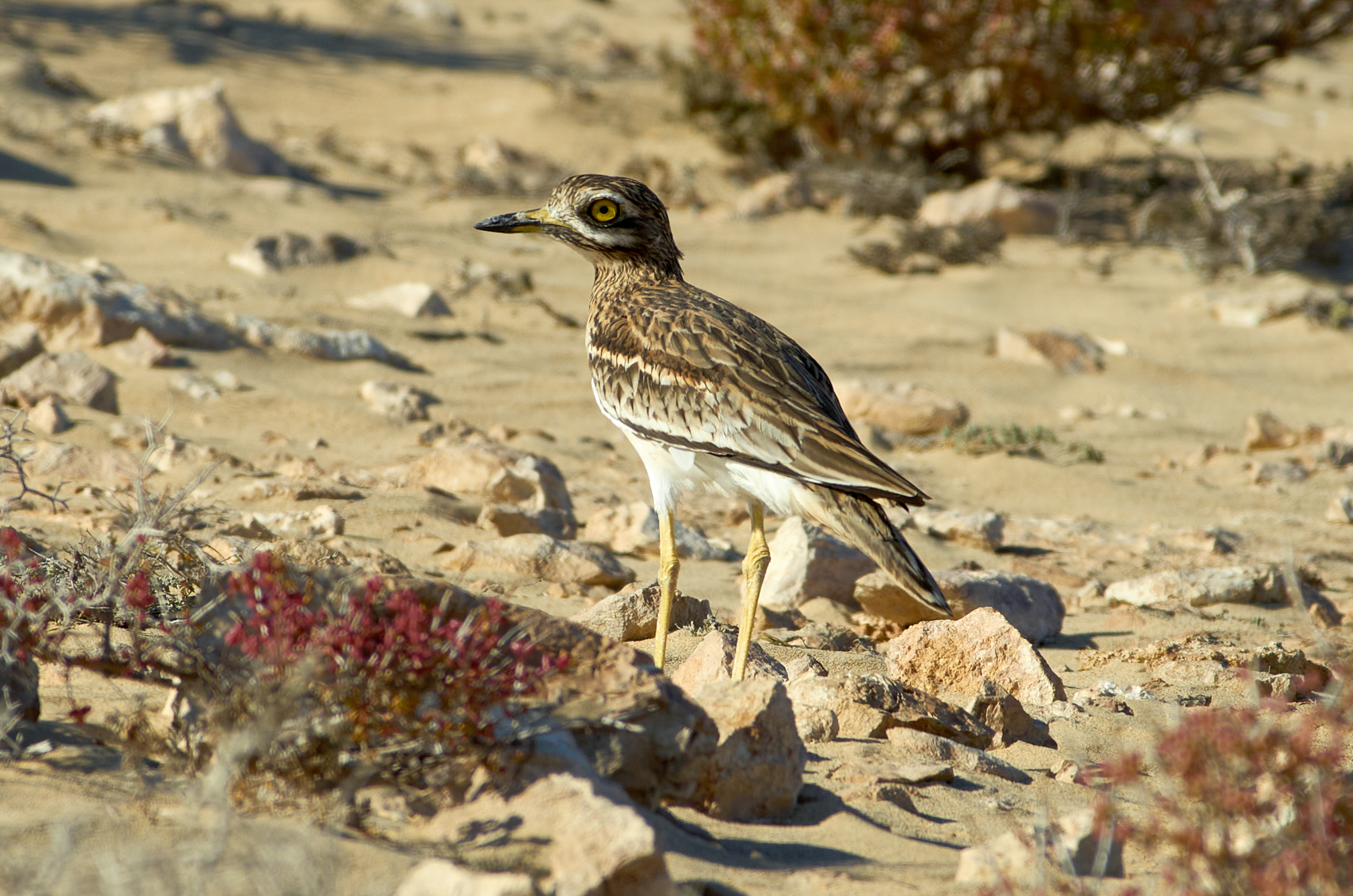
Подвид Burhinus oedicnemus insularum
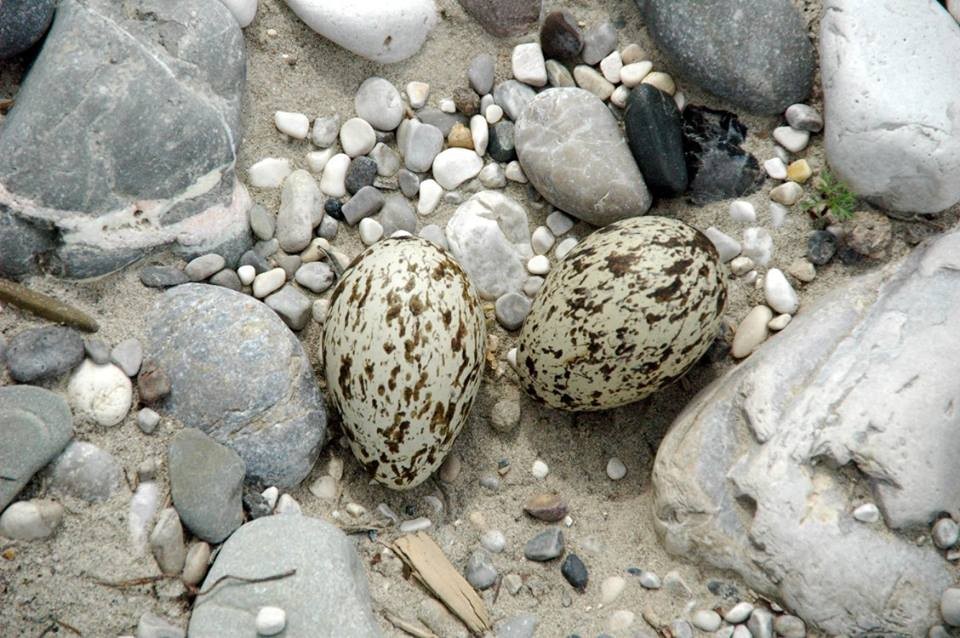
Гнездо авдотки в Италии
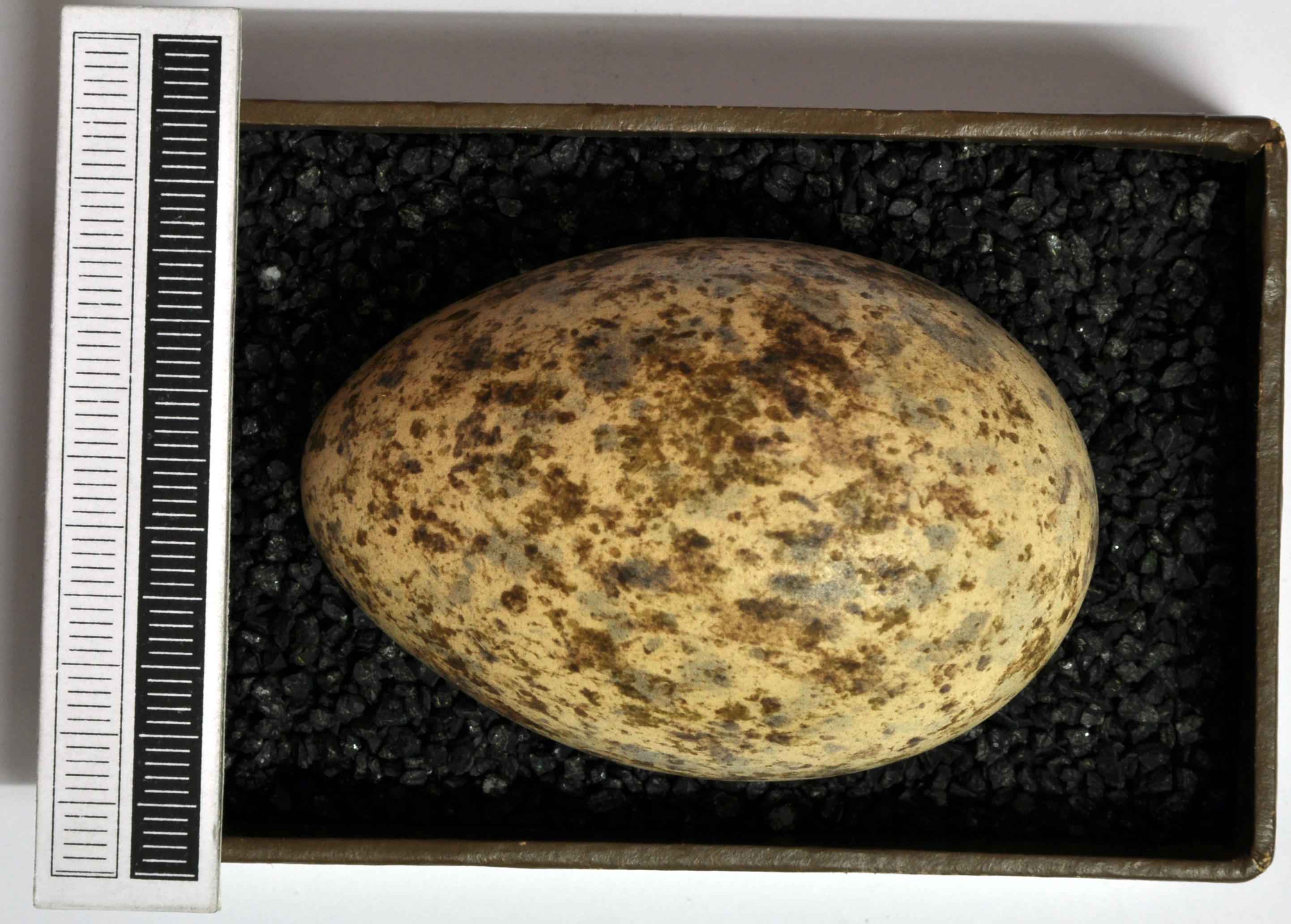
Яйцо в музее
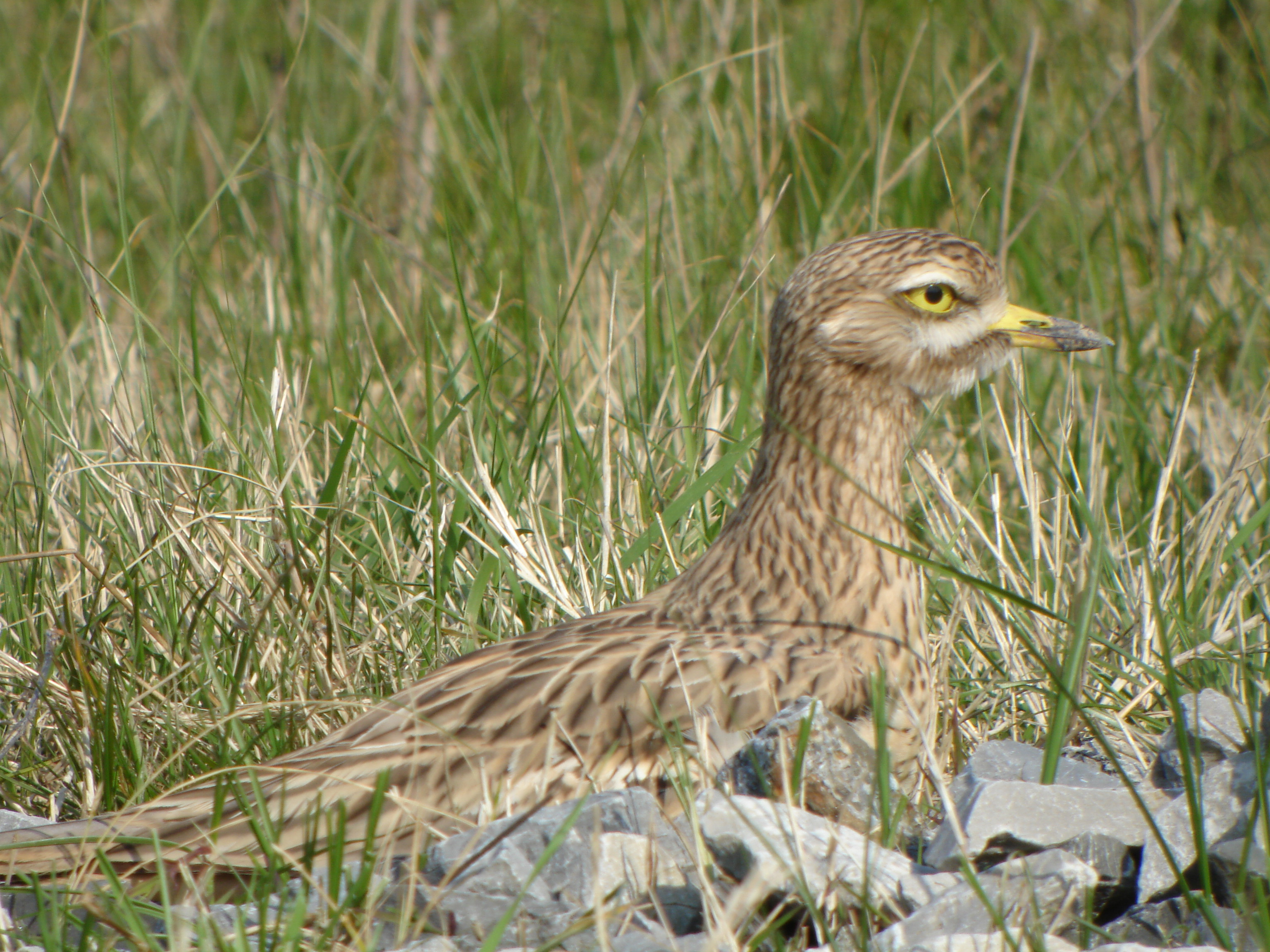
Авдотка на юго-западе Франции
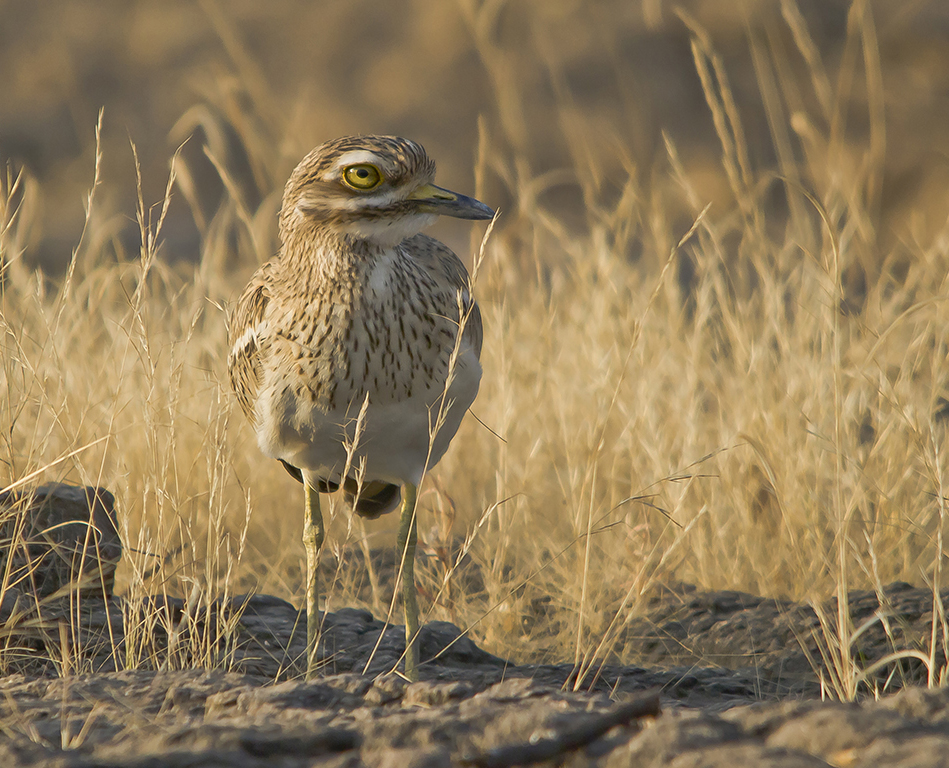
Маскируясь в траве

## Подвиды
Выделяют 5 подвидов авдотки:
- Burhinus oedicnemus oedicnemus — западная часть ареала вида[1]
- Burhinus oedicnemus harterti — от Волжско-Уральского междуречья до предгорий Алтая[1]
- Burhinus oedicnemus insularum — восточная часть Канарских островов[4]
- Burhinus oedicnemus distinctus — центральная и западная часть Канарских островов[4]
- Burhinus oedicnemus saharae